# 劉敏史
劉 敏史（ゆう みんさ／YOU Minsa、1974年2月21日 - ）は京都府京都市生まれの写真家。
2005年ドイツ・エチオピア外交樹立百周年記念祭に招聘され、ハンブルク大学（ドイツ）にて個展など。2005年第三回ビジュアルアーツフォトアワード大賞受賞。
著書に「果実」Ricochet（2005年11月1日）。

## 人物
京都私立大谷高等学校卒、京都産業大学法学部中退。その後、立命館大学大学院先端総合学術研究科に在籍。
独学で写真を始める。世界を放浪、クバベルベットというアンティーク布を集める。東京都在住。

## 個展
- 2001年　個展　Gallery Niepce（東京）
- 2002年　2002年K*MoPA Young Portfolio選出
- 2003年　K*MoPA Young Portfolio展　清里フォトアートミュージアム（山梨）
- 2005年　個展　ドイツ・エチオピア外交樹立100周年記念祭写真展
- 2005年　ハンブルク大学（ハンブルク・ドイツ）
- 2005年　個展　Film Casino（ウィーン・オーストリア）
- 2005年　個展　Ponybar　ハンブルク大学A.A.I.による（ハンブルク・ドイツ）
- 2005年　ビジュアルアーツギャラリー・東京（東京）
- 2005年　ビジュアルアーツギャラリー・大阪（大阪）
- 2005年　2005年K*MoPA Young Portfolio選出
- 2006年　アーツギャラリー（名古屋）
- 2006年　九州ビジュアルアーツ（九州）
- 2006年　K*MoPA Young Portfolio展　清里フォトアートミュージアム（山梨）

## 写真集
- 果実（2005年、Ricochet）ISBN 4862190146

- 「アフリカ・エチオピアにある小さな村。その村に住む人々の静かなポートレイト。僕はその中の何枚かの写真に強く惹かれた。そこに写っている人々がとにかく美しい。その美しさに導かれて、素直に撮られた写真。伝える為に写真家が選んだ、もしくは選ばざるをえなかった手段を僕は素直に受け入れる事が出来た。それはとてもオーソドックスで、もっと言えば古典的と言われるものかも知れない手法である。しかしそんなことはどうでもいいのだと思う。写真の中に写っている人々の否応なく認めざるをえない「存在の美しさ」・・・それがストレートに写っている。この写真には言葉には出来ない、何か大切なものが写っているように感じた。」（上田義彦）

- 「力のある写真家。ポートレートとして隙なく完成されすぎているので、コンタクトプリントを貼ったスケッチブックの「揺らぎ」が魅力的に感じる。」（飯沢耕太郎）

- 「とてもすばらしい。不思議な人たち、不思議な場所、そしてそこにある空気感が伝わってきます。」（瀬戸正人）

- 「ポートレートの魅力は被写体の魅力と作家との関係ですが、とてもゆったりとしたいい距離です。べ夕が面白く、写真的です。」（百々俊二）